# Thierry Despont
Thierry Despont, né le 19 avril 1948 à Limoges (Haute-Vienne) et mort le 13 août 2023 à Southampton (État de New York),, est un architecte français.
Son cabinet était installé à New York et il a exercé à Londres, Los Angeles, Monaco, New York, Paris.

## Biographie

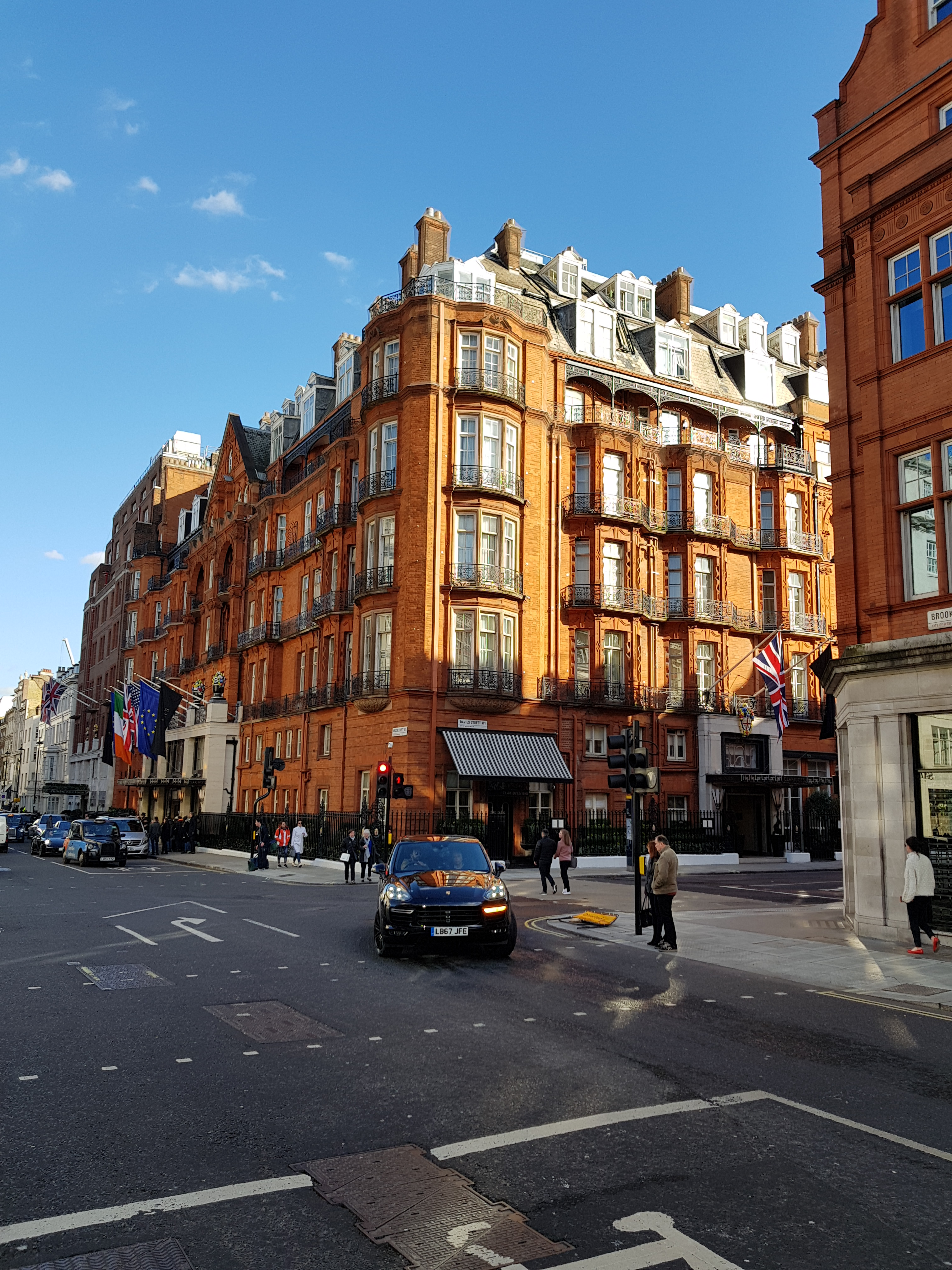
Hôtel Le Claridge's, Londres.

Thierry Despont est fils d'architecte.
Ancien élève du lycée Gay-Lussac de Limoges, il s'inscrit, après avoir passé son bac, à l'école des Beaux-Arts de Paris, où il obtient, six ans plus tard, son diplôme d'architecte. En 1972, il se spécialise en aménagement urbain à Harvard.
Il est connu pour avoir réalisé les résidences privées de plusieurs grands noms du monde des affaires ou du cinéma,, pour avoir été chargé de la rénovation du Ritz Paris et pour avoir travaillé avec le groupe monégasque JB Pastor, notamment pour la synagogue de Monaco. Il a aussi conçu la synagogue Edmond J. Safra à New York.
On lui doit également la rénovation de la statue de la Liberté.
En 2016, il est, selon le magazine Vanity Fair, le 13e entrepreneur français le plus influent au monde.

## Décorations
- Officier de la Légion d'honneur Thierry Despont a été fait chevalier le 14 août 2000, puis a été promu officier par décret du 31 décembre 2018[12].